# Straßenbahn Ybbs
| Triebwagen 2 im Historama Ferlach |                         |                              |                              |
| Streckenlänge: | 2,935 km                |                              |                              |
| Spurweite: | 760 mm (Bosnische Spur) |                              |                              |
| Stromsystem: | 550 =                   |                              |                              |
| Maximale Neigung: | 53 ‰                    |                              |                              |
| Minimaler Radius: | 18 m                    |                              |                              |
| Streckengeschwindigkeit: | 35 km/h                 |                              |                              |
| |                         |                              |                              |
| \| \| \| Westbahn von Salzburg \| \| \| \| 0,000 \| Bahnhof Ybbs-Kemmelbach \| Bahnhof Ybbs-Kemmelbach \| \| \| 0,214 \| Eggingbach (3 m) \| Eggingbach (3 m) \| \| \| 0,240 \| Wieselburgerstraße \| Wieselburgerstraße \| \| \| 0,332 \| Westbahn nach Wien (15,5 m) \| Westbahn nach Wien (15,5 m) \| \| \| 0,717 \| Eggingbach (0,9 m) \| Eggingbach (0,9 m) \| \| \| 1,045 \| Sarling-Säusenstein \| Sarling-Säusenstein \| \| \| 1,126 \| Ybbs (42,2 m) \| Ybbs (42,2 m) \| \| \| 1,178 \| Inundationsbrücke (4 × 15 m) \| Inundationsbrücke (4 × 15 m) \| \| \| 1,210 \| Jubiläumsallee \| Jubiläumsallee \| \| \| 1,316 \| Große Labenbrücke (20 m) \| Große Labenbrücke (20 m) \| \| \| 1,413 \| Kleine Labenbrücke (10 m) \| Kleine Labenbrücke (10 m) \| \| \| 1,793 \| Werksgrabenbrücke (20 m) \| Werksgrabenbrücke (20 m) \| \| \| 1,865 \| Städtisches Bad \| Städtisches Bad \| \| \| 2,349 \| Remise \| Remise \| \| \| 2,455 \| Fabrikgasse \| Fabrikgasse \| \| \| 2,681 \| Vorstadt Angern \| Vorstadt Angern \| \| \| 2,700 \| Mühlbachbrücke (3,8 m) \| Mühlbachbrücke (3,8 m) \| \| \| 2,768 \| Lange Gasse \| Lange Gasse \| \| \| 2,880 \| Dampfschiffstation \| Dampfschiffstation \| \| \| 2,935 \| Stadtplatz \| Stadtplatz \| |                         |                              |                              |
| Strecke |                         | Westbahn von Salzburg        | Westbahn von Salzburg        |
| U-Bahn-Haltepunkt / Haltestelle Streckenanfang (Strecke außer Betrieb) · Bahnhof | 0,000                   | Bahnhof Ybbs-Kemmelbach      | Bahnhof Ybbs-Kemmelbach      |
| U-Bahn-Brücke über Wasserlauf (Strecke außer Betrieb) · Strecke | 0,214                   | Eggingbach (3 m)             | Eggingbach (3 m)             |
| U-Bahn-Haltepunkt / Haltestelle (Strecke außer Betrieb) · Strecke | 0,240                   | Wieselburgerstraße           | Wieselburgerstraße           |
| U-Bahn-Kreuzung mit Eisenbahn geradeaus oben (Strecke geradeaus außer Betrieb) · Strecke nach rechts | 0,332                   | Westbahn nach Wien (15,5 m)  | Westbahn nach Wien (15,5 m)  |
| U-Bahn-Brücke über Wasserlauf (Strecke außer Betrieb) | 0,717                   | Eggingbach (0,9 m)           | Eggingbach (0,9 m)           |
| U-Bahn-Haltepunkt / Haltestelle (Strecke außer Betrieb) | 1,045                   | Sarling-Säusenstein          | Sarling-Säusenstein          |
| U-Bahn-Brücke über Wasserlauf (Strecke außer Betrieb) | 1,126                   | Ybbs (42,2 m)                | Ybbs (42,2 m)                |
| U-Bahn-Brücke über Wasserlauf (Strecke außer Betrieb) | 1,178                   | Inundationsbrücke (4 × 15 m) | Inundationsbrücke (4 × 15 m) |
| U-Bahn-Haltepunkt / Haltestelle (Strecke außer Betrieb) | 1,210                   | Jubiläumsallee               | Jubiläumsallee               |
| U-Bahn-Brücke über Wasserlauf (Strecke außer Betrieb) | 1,316                   | Große Labenbrücke (20 m)     | Große Labenbrücke (20 m)     |
| U-Bahn-Brücke über Wasserlauf (Strecke außer Betrieb) | 1,413                   | Kleine Labenbrücke (10 m)    | Kleine Labenbrücke (10 m)    |
| U-Bahn-Brücke über Wasserlauf (Strecke außer Betrieb) | 1,793                   | Werksgrabenbrücke (20 m)     | Werksgrabenbrücke (20 m)     |
| U-Bahn-Haltepunkt / Haltestelle (Strecke außer Betrieb) | 1,865                   | Städtisches Bad              | Städtisches Bad              |
| U-Bahn-Dienststation / Betriebs- oder Güterbahnhof (Strecke außer Betrieb) | 2,349                   | Remise                       | Remise                       |
| U-Bahn-Haltepunkt / Haltestelle (Strecke außer Betrieb) | 2,455                   | Fabrikgasse                  | Fabrikgasse                  |
| U-Bahn-Haltepunkt / Haltestelle (Strecke außer Betrieb) | 2,681                   | Vorstadt Angern              | Vorstadt Angern              |
| U-Bahn-Brücke über Wasserlauf (Strecke außer Betrieb) | 2,700                   | Mühlbachbrücke (3,8 m)       | Mühlbachbrücke (3,8 m)       |
| U-Bahn-Haltepunkt / Haltestelle (Strecke außer Betrieb) | 2,768                   | Lange Gasse                  | Lange Gasse                  |
| U-Bahn-Haltepunkt / Haltestelle (Strecke außer Betrieb) | 2,880                   | Dampfschiffstation           | Dampfschiffstation           |
| U-Bahn-Haltepunkt / Haltestelle Streckenende (Strecke außer Betrieb) | 2,935                   | Stadtplatz                   | Stadtplatz                   |

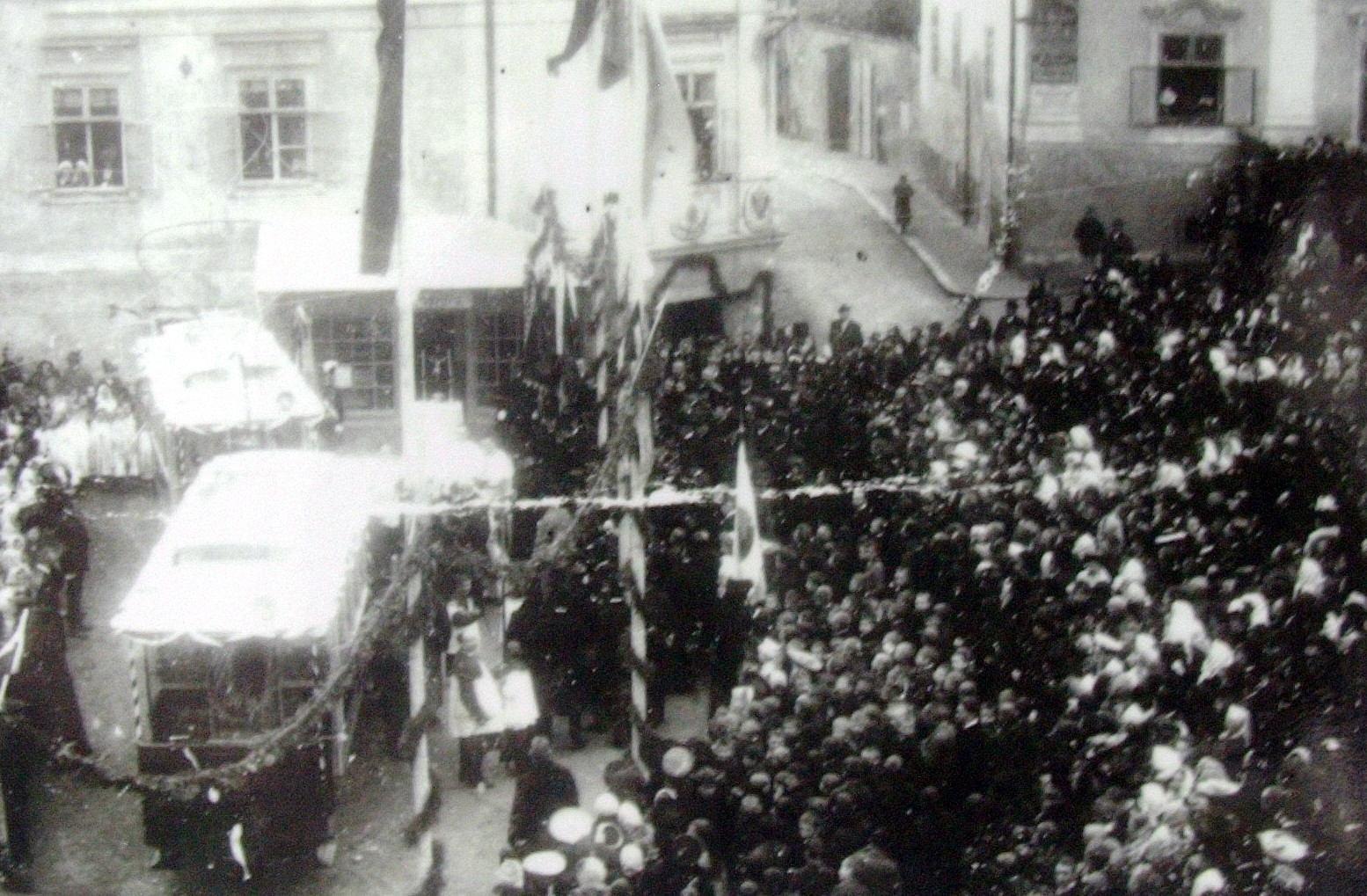
Eröffnung der Straßenbahn

Streckenskizze der ehemaligen Straßenbahn Ybbs

Die Straßenbahn Ybbs war ein österreichischer Straßenbahnbetrieb. Sie verband in den Jahren 1907 bis 1953 die Stadt Ybbs an der Donau mit dem außerhalb des Stadtgebiets an der Westbahn Wien–Salzburg gelegenen Bahnhof Kemmelbach-Ybbs – ab 1910 Ybbs-Kemmelbach, heute Ybbs an der Donau. Die nur 2,935 Kilometer lange Strecke war wegen der engen Kurven in der für Straßenbahnen ungewöhnlichen Spurweite von 760 Millimetern angelegt, der sogenannten Bosnischen Spurweite.
Die Ybbser Straßenbahn wurde ursprünglich als Kleinbahn konzessioniert, die zuständige Betreibergesellschaft hieß Elektrische Kleinbahn Ybbs–Kemmelbach. Bis zur Umwidmung der, noch etwas kürzeren, Elektrischen Lokalbahn Gmunden in eine Straßenbahn im Jahr 1938 war Ybbs die kleinste Straßenbahn Österreichs.

## Geschichte
Am 30. Juni 1906 wurde mit dem Bau der Strecke begonnen, für die allerdings erst am 21. Mai 1907 die Konzession erteilt wurde. Die feierliche Eröffnung fand am Sonntag, den 10. November 1907, ab 12 Uhr unter der Beteiligung des Eisenbahnministers Julius Derschatta von Standhalt, dem Mitglied und Präsidenten des Abgeordnetenhauses im österreichischen Reichsrat Richard Weiskirchner, den weiteren Mitgliedern des Abgeordnetenhauses Hermann Bielohlawek, Alfred Schmied und Johann Schreihofer, dem Landtagsabgeordneten und Prälaten Josef Scheicher sowie zahlreichen weiteren namhaften Persönlichkeiten statt. Der fahrplanmäßige Verkehr wurde am Montag, den 11. November 1907 um 5:40 Uhr aufgenommen. Am 23. März 1908 wurde die Konzession zu Gunsten von Gepäcksverkehr erweitert.  Im März 1910 erhielt die Straßenbahn die Konzession zur Beförderung von Paket-, Brief-, Geld- und Postsendungen, worauf am 12. März 1910 das erste Postpaket befördert wurde. Für den Betrieb wurden zwei Triebwagen von der Grazer Waggonfabrik beschafft. Täglich wurden bis zu 20 Fahrten zuzüglich bestellter Sonderfahrten für Reisegruppen und bei Bedarf eigene Fahrten zur Postbeförderung abgewickelt. Die Strecke war bis auf die beiden Weichen, welche in die Remise abzweigten, durchgehend eingleisig. Weitere Ausweichen gab es nicht. Bei Hochwasser musste der Fahrbetrieb eingestellt und die beiden Triebwagen in der Endstation beim Bahnhof abgestellt werden. In den ersten Jahren wurde der Ersatzverkehr mit Pferdefuhrwerken, später dann mit Fahrzeugen der Feuerwehr Ybbs abgewickelt.
In Folge des Anschluss Österreichs im Jahr 1938 wurde die Strecke fortan nach der deutschen Straßenbahn-Bau- und Betriebsordnung (BOStrab) betrieben. Man wählte den Buchstaben „B“ in Richtung Bahnhof Ybbs-Kemmelbach und den Buchstaben „Y“ in Richtung Stadt Ybbs als nun vorgeschriebene Linienbezeichnung. Dafür wurde eine schwarz lackierte Blechscheibe mit dem ausgeschnittenen Buchstaben vor die Dachsignallaterne geschoben. Die Linienbezeichnung konnte daher bei Dunkelheit beleuchtet werden. Die Straßenbahn-Bau- und Betriebsordnung (BOStrab) schrieb außerdem die Verwendung von Fahrtrichtungsanzeigern vor. Aufgrund der örtlichen Richtungsverhältnisse der Strecke waren diese jedoch nur auf der in Fahrtrichtung Stadt Ybbs linken Fahrzeugseite erforderlich und daher auch nur auf dieser Seite vorhanden.
Für die umfangreichen Transporte zum Bau des Kraftwerk Ybbs-Persenbeug, dem ersten Donaukraftwerk in Österreich, musste die Straße bis Ende 1953 verbreitert und das Niveau erhöht werden. Dies hätte auf rund 1,6  km Länge den teuren Neubau der Gleisanlagen zur Folge gehabt. Der Gemeinderat der Stadt Ybbs stellte in der Sitzung vom 20. Juli 1953 fest: „Die Außerbetriebstellung der Straßenbahn ist durch die Verbreiterung, Hebung und Betonierung der Straße nicht mehr zu umgehen.“ Mit Ende des Jahres 1953 wäre überdies die Akkumulatorenbatterie im Kraftwerk am Ende ihrer Lebensdauer angelangt. Eine Neubeschaffung hätte zusätzliche Kosten in der Höhe von S 100.000,- verursacht. Daher fasste der Gemeinderat der Stadt Ybbs am 17. September 1953 den Beschluss, den Betrieb der ektrischen Kleinbahn Ybbs – Kemmelbach innerhalb einer Woche einzustellen. Am 22. September 1953 fuhr sie zum letzten Mal – der letzte Triebwagen zog am 23. September 1953 um 2:00 Uhr früh in die Remise ein. Die Straßenbahn wurde durch eine Autobusverbindung ersetzt.

## Fahrzeuge
| Nummer    | Baujahr | Hersteller                | LüP     | Achsstand | Breite  | Bemerkungen:                      |
| --------- | ------- | ------------------------- | ------- | --------- | ------- | --------------------------------- |
| 1         | 1907    | Grazer Waggonfabrik       | 6550 mm | 2000 mm   | 1850 mm | 1953 verkauft, 1964 verschrottet  |
| 2         | 1907    | Grazer Waggonfabrik       | 6550 mm | 2000 mm   | 1850 mm | 1953 verkauft, bis heute erhalten |
| Turmwagen | 1907    | Robert Liebscher, Dresden | 2400 mm | 1200 mm   | 1200 mm | 1953 in Ybbs verschrottet         |

Die beiden Triebwagen wurden von der Grazer Waggonfabrik und den Österreichischen Siemens-Schuckert-Werken geliefert. Mit einer Länge von 6,55 Metern waren sie die kleinsten Straßenbahntriebwagen in Österreich. Der Innenraum bot mit seinen beiden Längsbänken Platz für 12 Sitzplätze, zusätzlich waren je zwei Sitze auf den Plattformen angeordnet. Unter einem dieser Sitze befand sich ein absperrbarer Behälter für Postsendungen. Es waren weiters 14 Stehplätze vorhanden. Im Jahr 1913 wurden die offenen Plattformen verglast und jeweils die rechte Einstiegsseite verschlossen, bis zur Betriebseinstellung folgten nur mehr kleinere Umbauten und Verbesserungen durch die eigene Werkstatt. Nach der Umwidmung zur Straßenbahn wurden Fahrtrichtungsanzeiger angebracht und die Signallaternen mit Linienbuchsstaben versehen, wobei die Laternen bereits von Anfang an vorhanden waren. Die technische Ausrüstung blieb während der ganzen Zeit des Betriebes unverändert und bestand aus einem Lyrabügel, pro Plattform je einem Schleifringfahrschalter Typ K der ÖSSW mit sieben Fahr- und sechs Bremsstufen und einem, ab 1909 zwei Motoren der Type gD 17/18 mit je 17 kW Leistung. Gebremst wurde mittels der elektrischen Bremse und einer Handspindelbremse.
Nach der Betriebseinstellung wurden die beiden Triebwagen von der Lokalbahn Mixnitz–Sankt Erhard gekauft. Triebwagen 1 erhielt die Bezeichnung T 1 und wurde im Verschubdienst eingesetzt. 1963 wurde das Fahrzeug durch eine Elektrolokomotive abgelöst. Triebwagen 2 beziehungsweise T 2 war bis 1969 im Einsatz und ging anschließend – weitgehend in den Originalzustand zurückversetzt – an den Verein Nostalgiebahnen in Kärnten, wo er bis heute im Historama Ferlach erhalten geblieben ist.